# Rímur
Rímur (isländisch „Reimgedicht“; der Singular Ríma bezeichnet eine Strophengruppe) sind eine seit dem 14. Jahrhundert überlieferte Gattung der isländischen Literatur. Es handelt sich um epische Gedichte, die formal der Ballade und inhaltlich der Folkevise oder Kaempevise nahestehen.

## Aufbau
Die Gattung ist heterogen. Eine Ríma enthält üblicherweise 40 bis 50 vierzeilige Strophen, von denen etwa 2.000 Bauformen tradiert sind. Mit dem Typus der italienischen Ballade und der französischen Romanze verbindet die Rímur insbesondere die Vierzeiligkeit ihrer Strophen. Es gibt jedoch auch eine Vielzahl von dreizeiligen und zweizeiligen Metren, die zu dieser Gattung gehören. Sie sind allesamt aus vierzeiligen Metren abgeleitet worden. Der Endreim und das Kreuzreimschema a–b–a–b sind kennzeichnend. Rímur werden meist durch eine Liebesklage (altnordisch mansǫngr, isländisch mansöngur) eingeleitet.

## Geschichte
Als ältestes erhaltenes Beispiel für Rímur gilt die in der Flateyjarbók überlieferte Ólafs ríma Haraldssonar. Damit sind die Rímur etwas jünger als die drei großen Gattungen der altnordischen Literatur (Sagaliteratur sowie skaldische und eddische Dichtung). Gemeinsamkeiten mit der Skaldik sind Merkmale wie Stabreim, Hending und Kenning, skaldische Strophen werden jedoch meist in sechs oder acht Zeilen unterteilt. Stoffe und Motive der Rímur entstammen üblicherweise der Saga-Tradition; eine Ausnahme bilden die Þrymlur, die auf der eddischen Þrymskviða basieren. Rímur wurden vermutlich wie die Ballade als Tanzlied gesungen oder auch bei abendlichen Zusammenkünften (kvöldvaka) rezitiert.
Mehr als tausend Rímur-Zyklen sind erhalten; ein Beispiel sind die Landrés rímur. Viele Rímur wurden erst nach jahrhundertelanger mündlicher Überlieferung im 18. und 19. Jahrhundert aufgezeichnet. Bis in das 19. Jahrhundert waren Rímur die am weitesten verbreitete Form der Volksdichtung Islands. Während des späten romantischen Zeitalters der Nationalliteratur wurden sie vielfach neu belebt, so von Sigurður Breiðfjörð in den Núma Rímur, einer Erzählung der älteren Geschichte Roms.
Der Wiederbelebung der Rímur-Tradition widmet sich der Verband der isländischen Rímurdichter, Kvæðamannafélagið Iðunn, der am 15. September 1929 gegründet wurde. Insbesondere die Herausgabe eines Verzeichnisses aller Rímurversarten unter dem Titel „Bragfræði og Háttatal“ durch Sveinbjörn Beinteinsson prägte die neuere Rímurdichtung maßgeblich.

## Moderne Adaptionen
Die isländische Rock-Band Sigur Rós verwendete Rímur in einigen ihrer Lieder. Es gibt auch deutschsprachige Gedichte in Rímur-Form.

## Editionen und Übersetzungen (Auswahl)
- Finnur Jónsson (Hrsg.): Fernir forníslenskir rímnaflokkar. Kopenhagen 1896 (isländisch, heimskringla.no – übersetzt „Vier altisländische Rímur-Zyklen“:  Lokrur, Þrymlur, Griplur und Völsungsrímur).
- Finnur Jónsson (Hrsg.): Rímnasafn: Samling af de ældste islandske rimer (= Samfund til udgivelse af gammel nordisk litteratur. Band 35). Møller & Jørgensen, Kopenhagen 1912 (dänisch, isländisch, bækur.is – übersetzt „Rímur-Sammlung: Sammlung der ältesten isländischen Rímur“).
- Lee Colwill und Haukur Þorgeirsson (Hrsg.): The Bearded Bride. A Critical Edition of Þrymlur. Viking Society for Northern Research, London 2020 (isländisch, englisch, PDF – Edition der Þrymlur mit Übersetzung).
- Lee Colwill (Hrsg.): Grettis rímur. Apardjón, 2021 (isländisch, englisch, PDF – Edition der Grettis rímur mit Übersetzung).
- Ann Sheffield, Denise Vast und Lyonel Perabo: Lokrur. In: Mimisbrunnr.info – Developments in Ancient Germanic Studies. 2023 (englisch, online – Übersetzung der Lokrur).

## Weiterführende Literatur
- Finnur Sigmundsson: Rímnatal. Rímnafélagið, Reykjavík 1966 (isländisch, bækur.is – Rímur-Katalog).
- Svend Nielsen: Rímnakveðskapur tíu kvæðamanna. Rannsókn á tilbrigðum. Stofnun Árna Magnússonar í íslenskum fræðum, Reykjavík 2022 (isländisch, adlib.is – Forschung zu zehn Rímur-Sängern, übersetzt von Rósa Þorsteinsdóttir).